# مكتبة ماريو جي أندراجي
مكتبة ماريو جي أندراجي (بالبرتغالية: Biblioteca Mário de Andrade، اختصارًا: BMA) هي أكبر مكتبة عامة في مدينة ساو باولو البرازيل. تأسست في عام 1925 بتبرع بممتلكات من مكتبة بلدية كامارا بالمدينة، وأصبحت واحدة من أهم المؤسسات الثقافية في البرازيل، فضلاً عن كونها واحدة من المكتبات البحثية الرائدة في البلاد. تم تسميته على شرف ماريو جي أندراجي أحد مؤسسي الحداثة البرازيلية. يقع في مبنى على طراز فن الآرت ديكو في وسط المدينة التاريخي، ويعتبر أحد رموز هذا الطراز في المدينة.
كانت مكتبة ماريو جي أندراجي أول مؤسسة برازيلية عامة مهتمة باكتساب الأعمال الفنية الحديثة للفنانين المحليين والأجانب (والتي يتم وضعها اليوم في بلدية بيناكوتيكا). كانت عضو في نظام مكتبات الإيداع التابعة للأمم المتحدة منذ عام 1958، على الرغم من أنه بدأ في تلقي مواد الأمم المتحدة قبل تسع سنوات في عام 1949. خلال إدارة سيرجيو ميليت كان للمكتبة مشاركة كبيرة جدًا في مجموعات ساو باولو الفكرية. في وقت لاحق كان يتردد على المكتبة أكاديميون مثل فرناندو هنريك كاردوسو وماريلينا تشوي.
تؤوي مكتبة ماريو ثاني أكبر تراث ببليوغرافي ووثائقي للبرازيل، فقط بعد المكتبة الوطنية في ريو دي جانيرو وهي مستودع لجميع السجلات الفنية والثقافية لمدينة ساو باولو. تضم مجموعتها حوالي 3.2 مليون عنصر، تغطي جميع مجالات المعرفة من بينها مجموعة متميزة من أكثر من 60.000 كتاب نادر ومخطوطة وخرائط ومطبوعات وغيرها، تم إنتاجها بين القرنين الخامس عشر والتاسع عشر.
مكتبة بلدية ماريو أندراجي لها فروع في جميع أنحاء المدينة، وتوفر المواد المتداولة لعامة الناس.